# كاثرين جورج وارد
كاثرين جورج وارد (بالإنجليزية: Catherine George Ward)‏ (1787، اسكتلندا في المملكة المتحدة - 1833)؛ كاتِبة، شاعرة وروائية بريطانية.